# Lew Moissejewitsch Zeitlin
Lew Moissejewitsch Zeitlin (russisch Лев Моисеевич Цейтлин), auch transkribiert als Lev Moiseevich Tseitlin oder Lev Moiseyevich Tseytlin, (* 3. Märzjul. / 15. März 1881greg. in Tbilissi; † 9. Januar 1952 in Moskau) war ein russischer Geiger und Hochschullehrer.
Lew Zeitlin schloss 1901 sein Violinstudium am Sankt Petersburger Konservatorium bei Leopold Auer ab und konzertierte danach im In- und Ausland. Von 1908 bis 1917 war er Konzertmeister des von Kussewizki geleiteten Orchesters in Moskau. 1918 bis 1920 lehrte Zeitlin als Professor am Institut für Musik und Theater in Moskau, von 1920 bis 1952 hatte er eine Professur für Violine am Moskauer Konservatorium inne. Zeitlin war Initiator des dirigentenlosen Sinfonieorchesters Persimfans, das während seines Bestehens von 1922 bis 1932 eine wichtige Rolle im russischen Musikleben spielte. 1927 erhielt er die Auszeichnung Verdienter Künstler der RSFSR.
Lew Zeitlin wurde und wird in der Literatur immer wieder mit Leo Zeitlin (1884–1930) verwechselt oder biographisch vermengt, der – ebenfalls Geiger und Absolvent des Petersburger Konservatoriums – auch als Komponist und Arrangeur tätig war und in New York verstarb.